# Радзієвський Володимир Олександрович
Володи́мир Олекса́ндрович Радзіє́вський (нар. 18 квітня 1930, Миколаїв, нині село Хмельницького району Хмельницької області — пом. 7 червня 2011, м. Тернопіль) — український краєзнавець і спелеолог.

## Життєпис
Трудову діяльність розпочинав 1947 р. в Підволочиській СШ, де працював до 1959 року. У 1955 році закінчив фізико-математичний факультет Коломийського вчительського інституту.
З 1959 працював в дитячому туризмі, був методистом, завідувачом відділу обласного центру туризму краєзнавства і експедицій учнівської молоді.
Був засновником тернопільської спелеології, відкривачем і дослідником перших і найбільших в Україні та світі гіпсових лабіринтових та інших печер.
У 1960 створив секцію спелеотуризму при Тернопільській обласній дитячій екскурсійно-туристській станції. Проводив з гуртківцями дослідження печер «Кришталева», «Озерна» та інших.
Здійснював першопроходження і картування печер «Млинки», «Ювілейна» і «Перлина», комплексу невеликих печер у Кременецьких горах та в долинах рік Стрипи та Дністра.
З 1967 року був незмінним головним суддею 38 обласних, всеукраїнських і всесоюзних змагань учнівської молоді зі спелеоорієнтування у печерах Придністровського Тернопілля.
Спеціалізувався на історико-географічному краєзнавстві.
Автор путівників, нарисів, науково-популярних статей про історію, природу, спелеологію, екологію Поділля.
Був консультантом і учасником створення краєзнавчого кінофільму про печери Поділля «Людина шукає райдугу» (1965) та автором сценарію краєзнавчого телефільму «Медобори» (1975).
Автор сценаріїв і текстів телефільмів (спільно з облдержтелерадіокомітетом): «В краю неопалимої купини» (1997), «Світ під кам’яним небом» (1998), «Шумить під вітром ковила» (1999).
Був відзначений Золотою медаллю Центральної Ради по туризму і екскурсіях, Почесним знаком «Природозахисник» (Болгарія), значком «Почесний працівник туризму України» (2000), лауреат Всеукраїнського конкурсу робіт туристсько-краєзнавчої тематики, нагороджений Почесними грамотами Міністерства освіти і науки України (2003, 2004).
Опублікував понад 150 праць.

## Праці
- Радзієвський В. О. У печерних лабіринтах Тернопільщини. — К.: Здоров'я, 1967. — 63 с..
- Радзієвський В. О. Збруч — ріка єднання: Путівник. — Львів: Каменяр, 1969. — 163 с.
- Радзієвський В. О., Бурма В. О. Медобори: Путівник. — Львів: Каменяр, 1971. — 182 с..
- Радзієвський В. О., Бурма В. О. Медобори: Путівник. — 2-е видання. — Львів: Каменяр, 1975. — 88 с.
- Радзієвський В. О. Кременецькі гори: Путівник по туристському маршруту. — Львів: Каменяр, 1976. — 112 с.
- Лавренюк В. А., Радзієвський В. О. Тернопільщина туристська: Путівник. — Львів, 1983. — 126 с.
- Радзієвський В. О. Подорож у підземну казку: Путівник по карстових печерах Тернопільщини. — 2-е видання. — Львів: Каменяр, 1984. — 56 с.
- Раздієвський В. О. Особисте туристське спорядження для зимових походів. — Тернопіль, 2000. — 15 с.
- Радзієвський В. О. Змагання з орієнтування в печерах: Навчально-методичний посібник. — Тернопіль, 2002. — 32 с.